# 法国美术家协会
法国美术家协会（La MdA，La Maison des Artistes），即法国美协，是在法国政府指导下，负责管理视觉艺术和造型艺术分支的艺术家的必须社会保障（Sécurité sociale），并同时为法国视觉艺术家提供信息交流、活动组织、行业互助、创作协助等服务的的法国公共服务机构。

## 历史
协会创立于1952年，并于1965年起根据1964年12月26日颁布的第N°64-1338条马尔罗法令(Loi Malraux) 获得国家授权，承担法国视觉艺术家和造型艺术家即“美术家”的社会保障管理职责。这些艺术家以及他们的营销机构，只要有第一个欧元的收入，都必须在法国美术家协会登记并交纳社保基金。

## 使命
- 自1965年起，法国政府授权该协会在URSSAF"法国国家社会保障和家庭津贴征收联合会"的委托和指导下，行使对法国视觉艺术家的社会保障行使行政管理职能。"法国美术家协会"是所有在法国工作和生活的造型艺术家的职业登记机构。根据法国法律，只要有第一个欧元的收入，税收家庭所在地为法国的艺术家就必须同时在法国美术家协会登记，并且在企业注册中心及URSSAF注册，以获得注册序列号和企业编号（Siren - Siret）。

- 此外，该协会秉承“团结与互助”的创社理念，承担其它面向艺术家的公益服务使命，包括但不限于信息交流、活动组织、行业互助、创作协助等为艺术家改善职业环境的任务。

"法国美术家协会"是所有在法国工作和生活的造型艺术家的职业登记机构。根据法国法律，只要有第一个欧元的收入，税收家庭所在地为法国的艺术家就必须同时在法国美术家协会登记，并且在企业注册中心及URSSSAF注册，以获得序列号和企业编号（Siren - Siret）。
截止至2014年12月31日，法国美术家协会约有53 000名注册艺术家会员，其中包括18 000名认证专业视觉艺术家。

## 总部

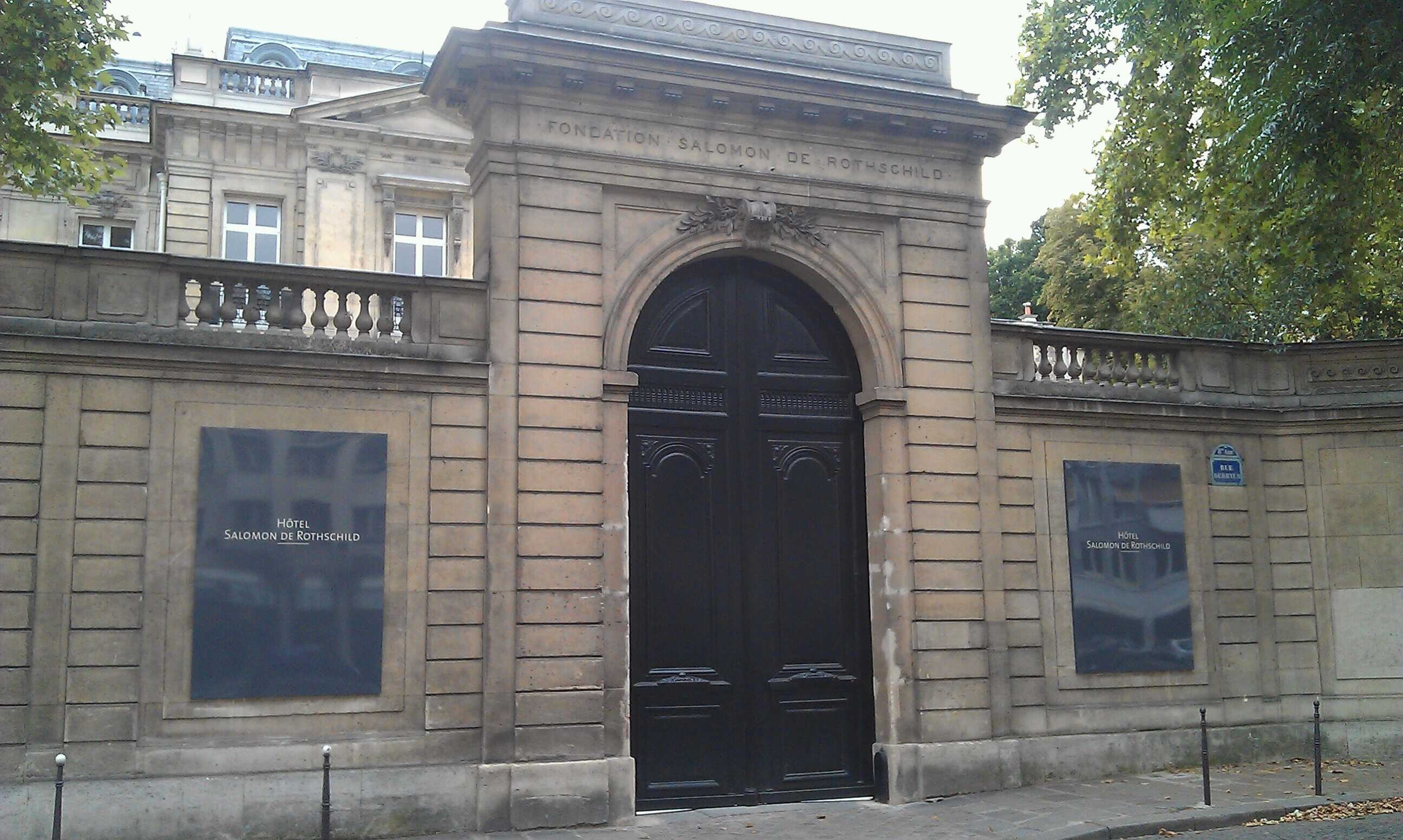
所罗门罗斯柴尔德公馆，法国美术家协会总部。

法国美术家协会作为根据1901年法律设立的协会及受国家委托行使公共服务的组织，其包括一个总部及一个社会保障管理部门。

协会总部
Hôtel Salomon de Rothschild - 11, rue Berryer - 75008 Paris France

社会保障部门
60, rue du Faubourg Poissonnière - 75010 Paris France

## 更名由来
在部分场合下，会出现"La Maison des Artistes"被直译为"艺术家之家"情况，或遇到有关法国是否存在"法国美术家协会"的讨论。这通常是部分机构、个人或翻译软件对法国制度及法国美术家协会不了解，根据法语单词进行的单方面的直译。该名称与事实不符，通常未得到法国美术家协会的官方认可。
事实上，鉴于法语中"maison"一词的含义所指甚广，既包括"家"和"独栋房子"，或者"une nombreuse maison"等表达中的"仆役"，又有类似英语中"白宫""White House"的"宫"，"文化会馆""maison de la culture"的"馆"，"寄宿学校""maison d'éducation"的"学校"，以及"出版社""maison d'édition"的"社"等，并且"Artistes"一词，除了可表示"美术家"即"视觉艺术家"，又涵盖"音乐家"、"舞蹈家"等非视觉艺术方向的艺术家，该协会已于2010年报备确定协会名称的法定扩展解释名为"L'Association Nationale des Artistes des Arts Visuels de France"，即"法国国家视觉艺术家协会"。
为进一步避免基于东西方语言差异造成的协会中文译名的混淆，根据词语定义，复数的"视觉艺术"即为中文中通常所表述的"美术"，协会于2025年1月1日决议，正式将中文官方译名确定为"法国美术家协会"。